# Ordine di borsa
Un ordine di borsa è una proposta di negoziazione (solitamente di natura telematica) eseguita presso una Borsa valori, immesso per volontà di un compratore o venditore di uno strumento finanziario.

## Tipologie di ordini di Borsa
Alcuni ordini sono semplici e di base, altri sono complessi (con condizioni). Spesso lo stesso tipo di ordine complesso è chiamato con nomi diversi da differenti broker. Ricordiamo sempre che le variabili di ogni ordine sono sempre tre: tempo in ingresso/uscita (t), quantità (q) e prezzo (p). Si elencano i diversi tipi di "ordini" che possono essere immessi sul mercato per aprire o chiudere una posizione.
Innanzitutto, gli ordini si possono distinguere in incondizionati e condizionati.

### Ordine incondizionato
Un ordine senza condizioni, in gergo chiamato, ordine a mercato o "al meglio" (in inglese, Market order o "at the market") in sigla MKT. Ordine che può essere in acquisto o vendita, con questo tipo di comando confermiamo che accettiamo incondizionatamente di entrare o uscire dal mercato al prezzo corrente in un determinato momento. Non appena l'ordine sarà eseguito (filled), ci sarà attribuito un prezzo medio di acquisto oppure di vendita se operiamo una vendita allo scoperto (short selling). Il momento migliore per usare un ordine del genere, è quando si vuole entrare o uscire da un titolo con rapidità, specie utilizzando il "book", ovvero il libro ordini. Ovviamente, andrebbe usato se un titolo ha flottante, se è liquido, altrimenti si rischierebbe di vedere l'eseguito a un prezzo molto diverso da quello che avremmo voluto.

### Ordini condizionati
Sono vari ordini di acquisto o di vendita impostati dal trader e inoltrati a mercato in modo automatico al verificarsi di una determinata condizione specifica. Finché non avviene tale condizione, l'ordine rimane residente sui server dell'intermediario finanziario. La modalità d'uso più diffusa degli ordini condizionati è l'impostazione di uno o più livelli di prezzo "stop loss" (per limitare le perdite) e/o di "take profit" (per monetizzare i guadagni). L'automatismo dell'ordine condizionato permette quindi di svincolare l'operatività dal costante monitoraggio del mercato quando si è lontani dal computer. Meno diffusa ma certamente interessante è la possibilità di realizzare, mediante una molteplicità di ordini condizionati, un "Trading System" totalmente automatico che non richieda la presenza costante dell'operatore davanti al computer. Per tali motivi, questo tipo di ordine può servire sia al trader attivo, permettendogli maggiore efficienza e automatismo nel controllo di numerose posizioni aperte sul mercato, sia all'investitore occasionale permettendogli di liberarsi dalla necessità di monitoraggio costante del mercato. L'immissione di un ordine condizionato non blocca denaro o titoli sul conto. Al verificarsi della condizione specificata, prima di mandare l'ordine a mercato il nostro sistema verificherà se in portafoglio vi sono i titoli (se si vuol vendere) o se si ha abbastanza liquidità (se si vuol comprare).

#### Ordine limite
Un ordine limite (in inglese Limit order o "better order") in sigla LMT, indica che vogliamo comprare o vendere a un prezzo specificato migliorativo rispetto alle attuali condizioni di mercato. Ad esempio: vogliamo comprare un'azione di un'azienda "A", prezzo attuale sul mercato 1,60€. Impostiamo un ordine limite a 1,50€. Questo significa che se il titolo cominciasse a scendere e raggiungesse 1,50€ compriamo la quantità prefissata. Impostando ordine limite. Generalmente questo tipo di ordine è usato quando il prezzo è fattore più importante della rapidità di esecuzione. Usando un ordine limite non siamo garantiti della sua esecuzione, ma qualora l'ordine fosse eseguito, sarebbe garantito il prezzo impostato. Tale ordine è utilizzato anche per uscire con profitto (capital gain) da posizioni precedentemente mantenute, posizionandolo nella stessa direzione della transazione, quindi ad prezzo più alto se in operatività long - crescita dei prezzi - o viceversa in operatività short - discesa dei prezzi. L'ordine limite per questo utilizzo prende il nome di ordine TP (Target price o Take profit).

#### Ordine stop
Un ordine stop (in inglese Stop order) in sigla STP, si usa quando si vuole entrare nel mercato, al raggiungimento di un determinato livello di prezzo, oppure, molto più utilizzato, quando si vuole uscire da una posizione quando i prezzi violano un livello di sicurezza (stop loss). Un ordine stop (STP) diviene un ordine al mercato (MKT) non appena la quotazione raggiunge il prezzo da noi specificato. Lo svantaggio è che l'ordine potrebbe esser completato a prezzi abbastanza lontani da quello da noi specificato. Questo accade frequentemente per ordini impartiti su titoli "sottili" o alla presenza di movimenti molto veloci; ciò potrebbe produrre uno “slippage” che è la misura della distanza tra il prezzo da noi specificato e il prezzo al quale si riceve l'eseguito. L'ordine stop viene usato, di solito, a protezione delle posizioni già assunte: un "Buy STP" a protezione (ricopertura) di una posizione short e, viceversa, un "Sell STP" a protezione di una posizione long.

#### Ordine limite di stop
Un ordine limite di stop (in inglese Stop limit order) in sigla SLO, si usa quando si vuole entrare o uscire da un titolo molto velocemente. Un ordine SLO combina le caratteristiche dello STP con quelle del LMT. Usando quest'ordine si compilano due maschere immissione nella finestra del broker. Ad esempio, vogliamo effettuare "Buy SLO" un'azione di un'azienda "A" a 1,60€ stop, e 1,55€ limit. Stiamo dicendo al broker che vogliamo andare long se il prezzo salendo raggiungerà 1,6 ma vogliamo limitare il prezzo che siamo disposti a pagare a un massimo di 1,55€. Anche in questo caso, però, non avremo la certezza che l'ordine sarà eseguito completamente. Qualora il titolo, ad esempio, salisse repentinamente sopra a 1,55€ e non ritornasse sotto a quel valore. Questo tipo d'ordine è molto poco usato, e poche piattaforme lo riportano. Va ricordato che un "Buy SLO", nell'operatività ordinaria, è posto sopra al prezzo corrente del titolo mentre un "sell SLO" è posto sotto il prezzo corrente.

#### Trailing stop
Un ordine trailing stop (in sigla TS) è un tipo di ordine dinamico usato per seguire la propria posizione man mano che il mercato si sviluppa. Impostando il numero di ticks, minimo scostamento dell'azione che varia da titolo a titolo, il Trailing stop aumenta o abbassa attivamente lo stop, a seconda che il cliente sia rispettivamente in posizione d'acquisto (long) o in posizione di vendita (short). In sostanza, è uno stop, che in fase long, scatta solo quando il prezzo recede della quantità di ticks immessa, e viceversa in fase short. Esempio, inserendo un ordine "Buy LMT" a 18€ con trailing stop pari a 80 ticks (17,20€). Il titolo raggiunge un massimo relativo di 20€ e il trailing stop, che segue dinamicamente il trend del titolo, viene innalzato a 19,20 (80 ticks). Al verificarsi della quotazione 19,20€ viene inviato al mercato un ordine di chiusura.

#### Stop All
Un ordine stop all è un tipo particolare di stop order (STP) finalizzato alla limitazione delle perdite attraverso la chiusura totale della posizione, spesso tramite la digitazione di un unico tasto, una "X".

### Ordini Complessi
- Market if touched (MIT): Un ordine MIT è simile a un STP, ma le azioni in acquisto e in vendita sono invertite. Per esempio, un "Buy MIT" è posto al di sotto del prezzo corrente, un "Buy STP" si attiverà quando il valore di mercato supererà uno specificato livello; viceversa, un "Sell MIT" sarà posto al di sopra il prezzo corrente, mentre un "Sell STP", sarà al di sotto.
- Ordine cancella ordine (in inglese Order cancels other) in sigla OCO: È la combinazione di due ordini, coesistenti, ma alternativi, un take profit e uno stop order: vengono inseriti, con prezzo differente, uno al di sopra e l'altro al di sotto del prezzo corrente, e nel momento in cui uno dei due è eseguito, l'altro viene automaticamente cancellato.
- Ordine Strategy: Tipo di ordine complesso utilizzato da piattaforme avanzate dove si opera direttamente sul grafico. Detto ordine è formato da tre ordini distinti: un ordine LMT, ordinario o in marginazione, un ordine STP come stop loss e un ordine LMT come TP (Target price o Take profit) posto nella stessa direzione della transazione.

## Parametri di negoziazione
Alle proposte di negoziazione possono essere associati i cosiddetti "parametri di negoziazione" che specificano le modalità di esecuzione delle proposte. I parametri di negoziazione possono essere di tempo o di quantità.

### Parametri di tempo
I parametri di tempo sono:
- Day order o Good for the day (GFD) (in italiano "Buono per il giorno"): indica che è valido per la seduta di borsa odierna, ossia dal momento del invio fino alla chiusura ufficiale del mercato. In alcune borse valori svolge la medesima funzione di Valido fino a cancellazione (VSC).
- Valido sino a cancellazione (VSC) (in inglese Good till cancelled GTC): la proposta di negoziazione resta inserita nel sistema fino a cancellazione manuale. Se non eseguita viene cancellata al raggiungimento del numero massimo di giorni.
- Valido sino a data (VSD) (in inglese Good till date GTD): la proposta di negoziazione resta inserita nel sistema fino alla data indicata;
- Valido sino a orario (VSO): la proposta di negoziazione resta inserita nel sistema fino a orario indicato;
- Valido sino a cancellazione (VSC): la validità dell'ordine è fino alla chiusura della giornata di borsa;
- Valido asta di apertura (VAP): il parametro limita l'esecuzione dell'ordine alla sola Asta di Pre-Apertura;
- Valido asta di chiusura (VAC): il parametro limita l'esecuzione dell'ordine alla sola Asta di Chiusura;

### Parametri di quantità
I parametri di quantità sono:
- Tutto o niente (TON) o Esegui o Cancella (in inglese Fill or Kill FOK): indica che la proposta sia eseguita soltanto se è possibile soddisfare l'intero quantitativo indicato al momento dell’inserimento, in caso contrario la proposta è cancellata automaticamente dal "book". Il parametro consente all'investitore di imporre come condizione la completa esecuzione dell'ordine, quindi una parziale esecuzione dell'ordine non è consentita. Tale parametro può essere impiegato solo nella fase di negoziazione continua.

- Esegui e Cancella (in inglese Immediate or Cancel IOC anche detto Fill and Kill FAK): la proposta viene eseguita, anche parzialmente, per la quantità disponibile sul mercato e al prezzo indicato (se ordine limite) o al miglior prezzo tra le proposta di segno opposto (se si tratta di ordini "al meglio"). La quantità residua dell’ordine viene cancellata dal "book" e non eseguita. In caso di ordine senza parametro, la quantità residua sarebbe rimasta ad occupare il libro ordine fino a scadenza validità ordine.

Un ordine con un parametro Fill or Kill o Fill and Kill si annullano se non vengono eseguiti immediatamente, come suggeriscono i nomi. Questi parametri possono avere un nome diverso a seconda del mercato regolamentato dove si immette l'ordine e dell'intermediario finanziario a cui ci si rivolge, può capitare che vengono offerti anche altri parametri di quantità, con logiche simili ma con comportamenti leggermente diversi.

## Mercato After Hours
Gli ordini, normalmente, s'intendono validi solo nelle ore di mercato aperto (Market Hours), ossia in Fase di Negoziazione. Tutti gli intermediari, però, consentono anche di partecipare alle contrattazioni che talvolta si svolgono prima del tradizionale suono della campana che annuncia l'apertura ufficiale dei mercati (Before the Bell, fase di Pre-Apertura) e dopo quello che annuncia la chiusura (After Hours). Tali contrattazioni possono avvenire su circuiti telematici privati, nei quali gli scambi possono essere poco equilibrati, fuorvianti e quindi più rischiosi. Ragion per cui, a chi intende agire al di fuori delle ore di mercato aperto, è richiesto un esplicito consenso per operare nelle Extended Hours.